# Blang Jeurat
Blang Jeurat is een bestuurslaag in het regentschap Pidie van de provincie Atjeh, Indonesië. Blang Jeurat telt 769 inwoners (volkstelling 2010).